# Norsesund
Norsesund è un'area urbana della Svezia situata nel comune di Alingsås, contea di Västra Götaland.
La popolazione rilevata nel censimento 2010 era di 274 abitanti.